# Karstquelle

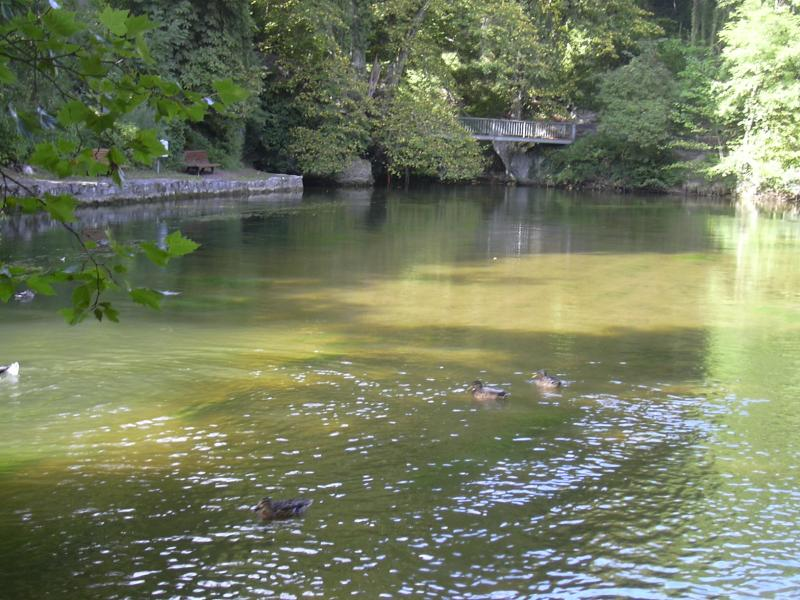
Aachtopf: Größte und wasserreichste Karstquelle Deutschlands in Aach

Eine Karstquelle ist der Wasseraustrittsort eines Karstgrundwasserleiters in einem Karstsystem. Damit verbunden ist die unterirdische Entwässerung eines größeren Gebietes, was dazu führt, dass Karstquellen häufig eine sehr große Schüttung aufweisen.

## Beschreibung

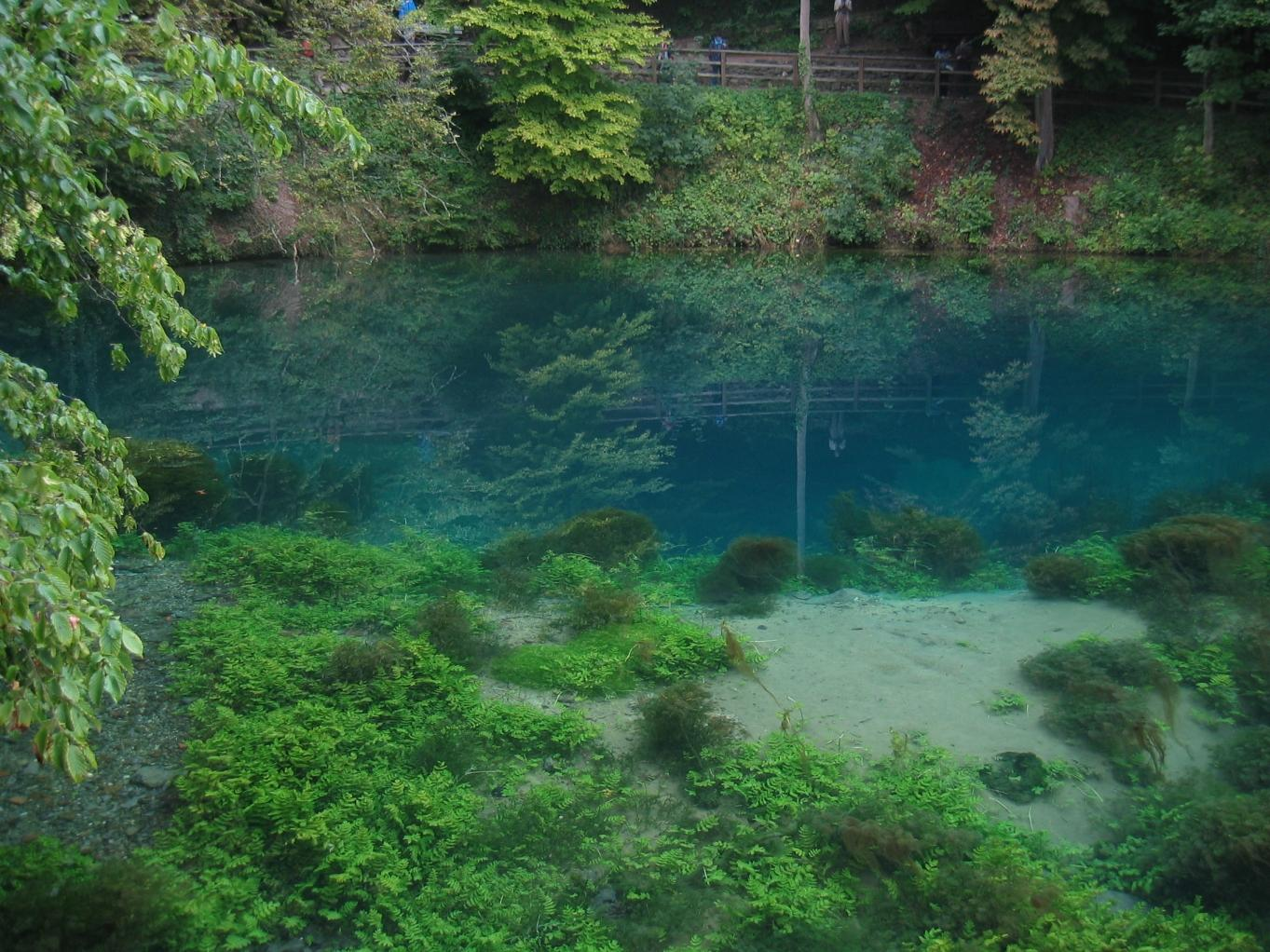
Blautopf: Karstquelle der Blau in Blaubeuren

Die Karstquellen treten an Stellen des Karstgrundwasserleiters auf, die einen leichten Austritt aus den verkarsteten Gesteinseinheiten ermöglichen. Sie gehören zum geomorphologischen Formenschatz des Karstes und können verteilt auf einem Höhenhorizont das Wasser an mehreren Stellen abgeben, die Karstquellenlinie.
Wenn eine Karstquelle eine trichter- oder kesselartige Form hat, werden solche Wasseraustrittsstellen auch als Quelltopf bezeichnet, was sich in Gewässernamen wie Aachtopf, Blautopf, Brenztopf oder Lonetopf widerspiegelt. Andere Karstquellen entspringen Felswänden, etwa die Kuhfluchtquelle, die Source du Lison, das Tote Weib oder die Rinquelle.
Zum Teil sind besonders große (oder alte) Karstquellen das Ende eines Höhlensystems, an dem ein Höhlenfluss die Erdoberfläche erreicht. So ist es häufig möglich, an der Karstquelle dieses Höhlensystem zu betreten und zu erforschen. Es gibt auch Austrittsstellen von Höhlen (Wasserhöhlen), die noch vollständig, oder jedenfalls bei hohen Niederschlagsmengen, mit Wasser gefüllt sind.
Karstquellen, deren Strömungsrichtung sich je nach Niederschlagsmenge umkehren kann, so dass diese dann als Ponor fungieren, werden als Estavelle bezeichnet. Sie treten typischerweise in Poljen auf und zählen zu den intermittierenden Quellen.

## Hydrologische Merkmale

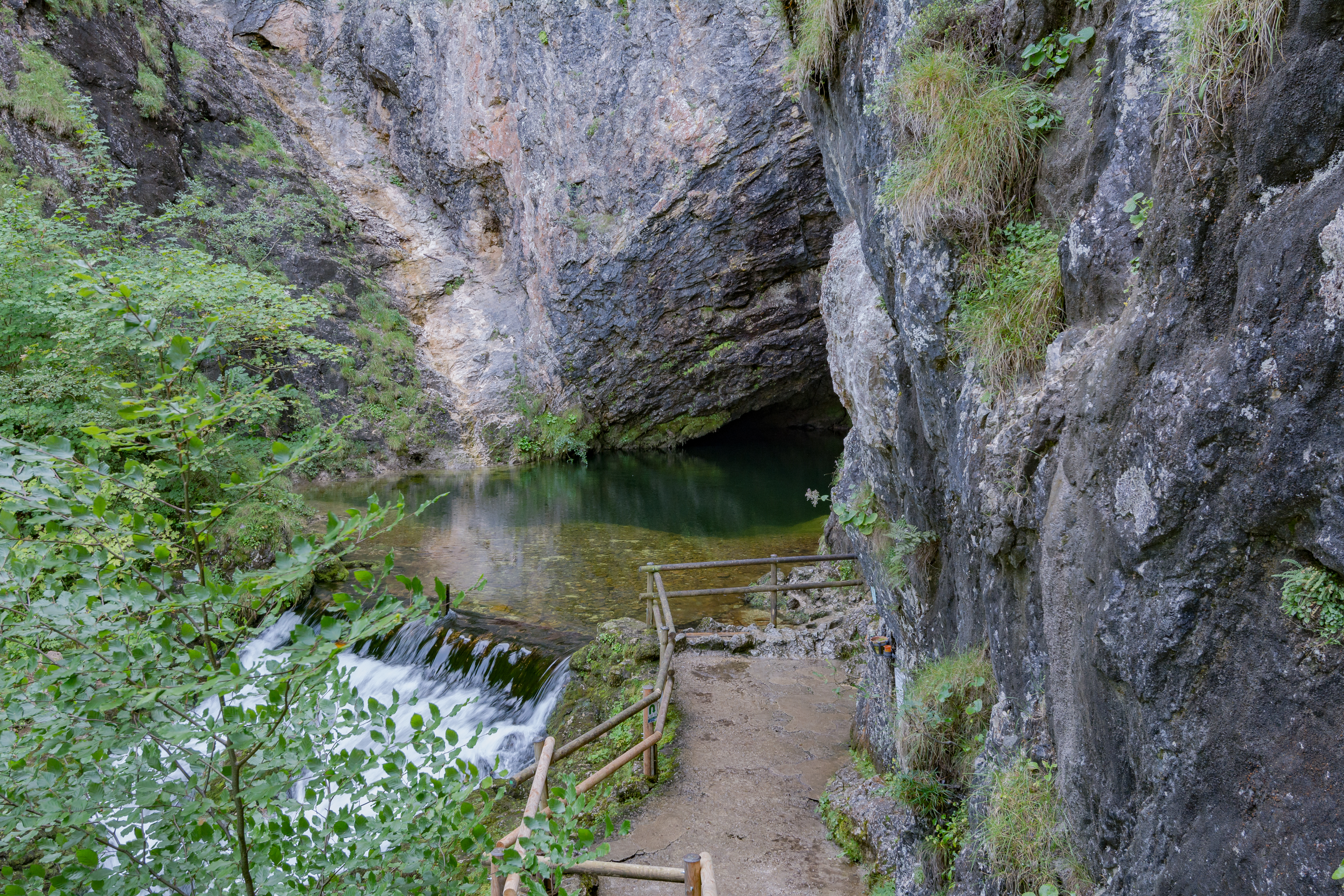
Pießling-Ursprung: eine der stärksten Karstquellen Österreichs bei Roßleithen

Die wichtigste Besonderheit von Karstquellen folgt aus der Tatsache, dass in Gebieten mit karstbildenden Gesteinen (Karbonatgestein oder Evaporite) diese im Laufe der Zeit durch das Oberflächenwasser erodiert werden, weil die gesteinsbildenden Minerale in Lösung gehen. Dadurch bilden sich Hohlräume, in denen sich Wasser stehend und in Bewegung befindet. Die Karstquelle ist der überwiegend oberirdische Wasseraustritt aus solchen natürlichen Hohlraumsystemen. Bei fortschreitender Erosion im Innern eines Karstgrundwasserleiters können sich Karstquellen verändern. Sie treten auf einem tieferen Lageniveau in der Landschaft zutage und bisherige Quellen versiegen. Anders als bei Grundwasser erfolgt keine Reinigung, da die Filterwirkung von Lockersedimenten weitgehend ausbleibt. Dadurch können Schadstoffeinträge aller Art und mikrobielle Belastungen eintreten. Es kommt dagegen zu einer sehr unterschiedlichen Schüttungsmenge: Unwetter, Schneeschmelze und jahreszeitliche Schwankungen der Niederschlagsmenge sind an der Quelle deutlich bemerkbar.
Eine Besonderheit stellen Karstquellen dar, die nach ihrem unterirdischen Weg im Festland (meistens durch Karbonatgestein) im Meer entspringen. Solche Unterwasser-Karstquellen sind ein Schwerpunkt moderner Forschungen im südeuropäischen Karst, beispielsweise an den Küsten des Mittelmeers. Dort werden sie mit dem serbokroatischen Wort „Vrulje“ bezeichnet.
Karstquellen können in niederschlagsarmen Zeiten trockenfallen, man spricht dann von intermittierenden Quellen. Wieder andere sind die meiste Zeit des Jahres trocken und schütten nur nach starken Niederschlägen. Quellen, die nur in nassen Jahren schütten, werden mitunter Hungerbrunnen genannt, was daran liegt, dass der Volksmund einen Zusammenhang zwischen dem Schütten der Quelle und einem schlechten Ertrag in einem verregneten Jahr sieht.
Die Qualität von Karstquellwasser ist für die Trinkwasserversorgung wegen geringer Reinigung und hoher Härte eher ungeeignet. Zudem steht ungleichmäßige Schüttung einem gleichmäßigen Verbrauch gegenüber, ja sogar niedrige Schüttung im Sommer einem erhöhten Bedarf. Rund 30 % der Bevölkerung in Europa erhalten ihr Trinkwasser aus Karstgebieten, das Wiener Trinkwasser stammt sogar zu 95 % aus Karstquellen in den Nördlichen Kalkalpen, unter anderem über die II. Wiener Hochquellenleitung aus der Kläfferquelle, einer der größten Karstquellen Mitteleuropas.

## Weitere Beispiele
Einige ausgewählte Beispiele für Karstquellen:
- Foce del Timavo (Italien)
- Izvor Omble (Kroatien)
- Pießling-Ursprung (Österreich)
- Source du Doubs (Frankreich)
- Su Gologone (Sardinien, Italien)
- Siebenbrünnen (Schweiz)
- Syri i Kaltër (Albanien)
- Vrelo Bune (Bosnien und Herzegowina)

## Listen von Karstquellen
- Liste von Karstquellen in Deutschland
- Liste von Karstquellen in Frankreich
- Liste von Karstquellen in Österreich
- Liste von Karstquellen in der Schweiz
- Liste von Karstquellen in den Vereinigten Staaten

## Galerie

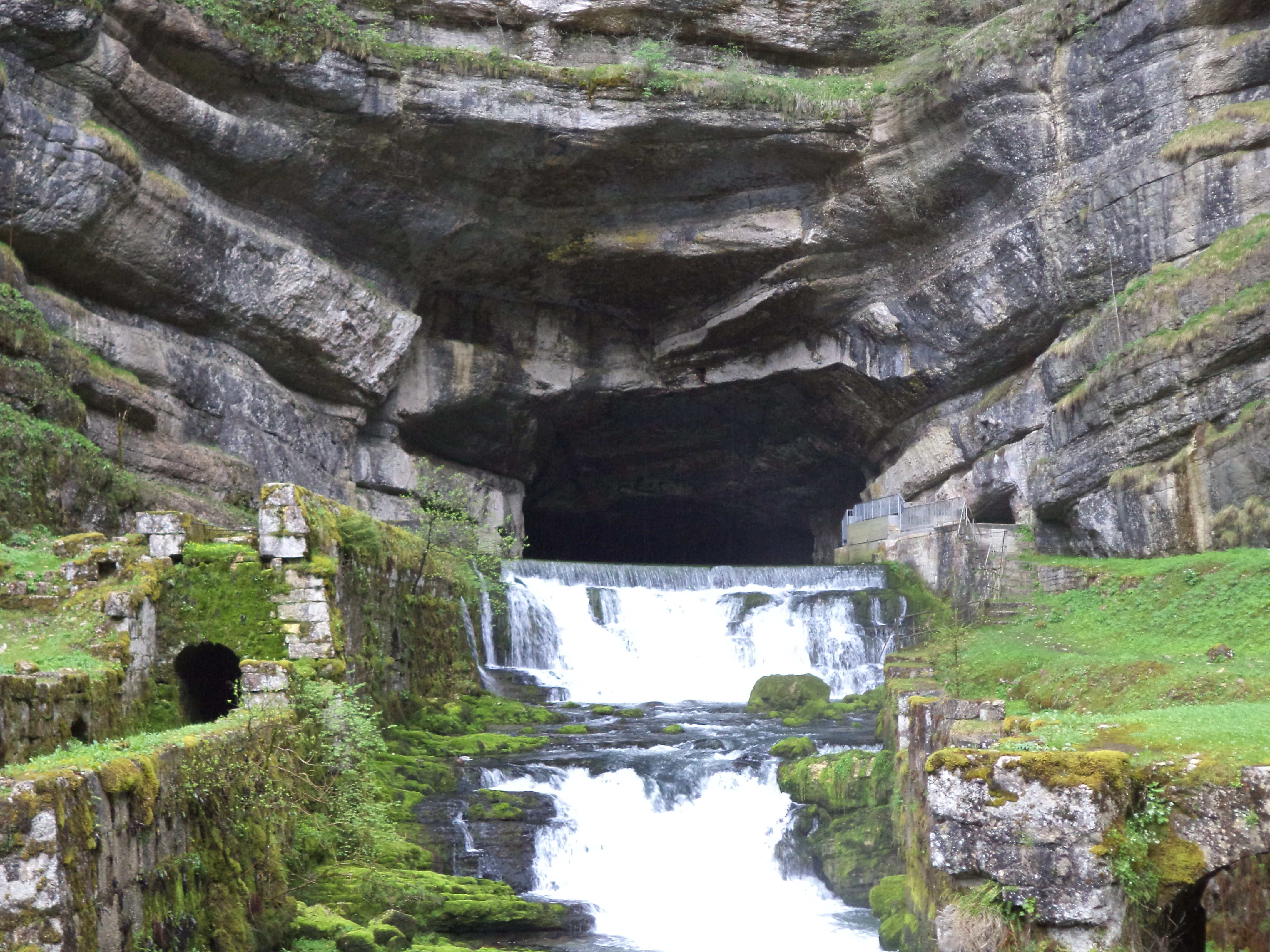
Karstquelle der Loue in Frankreich
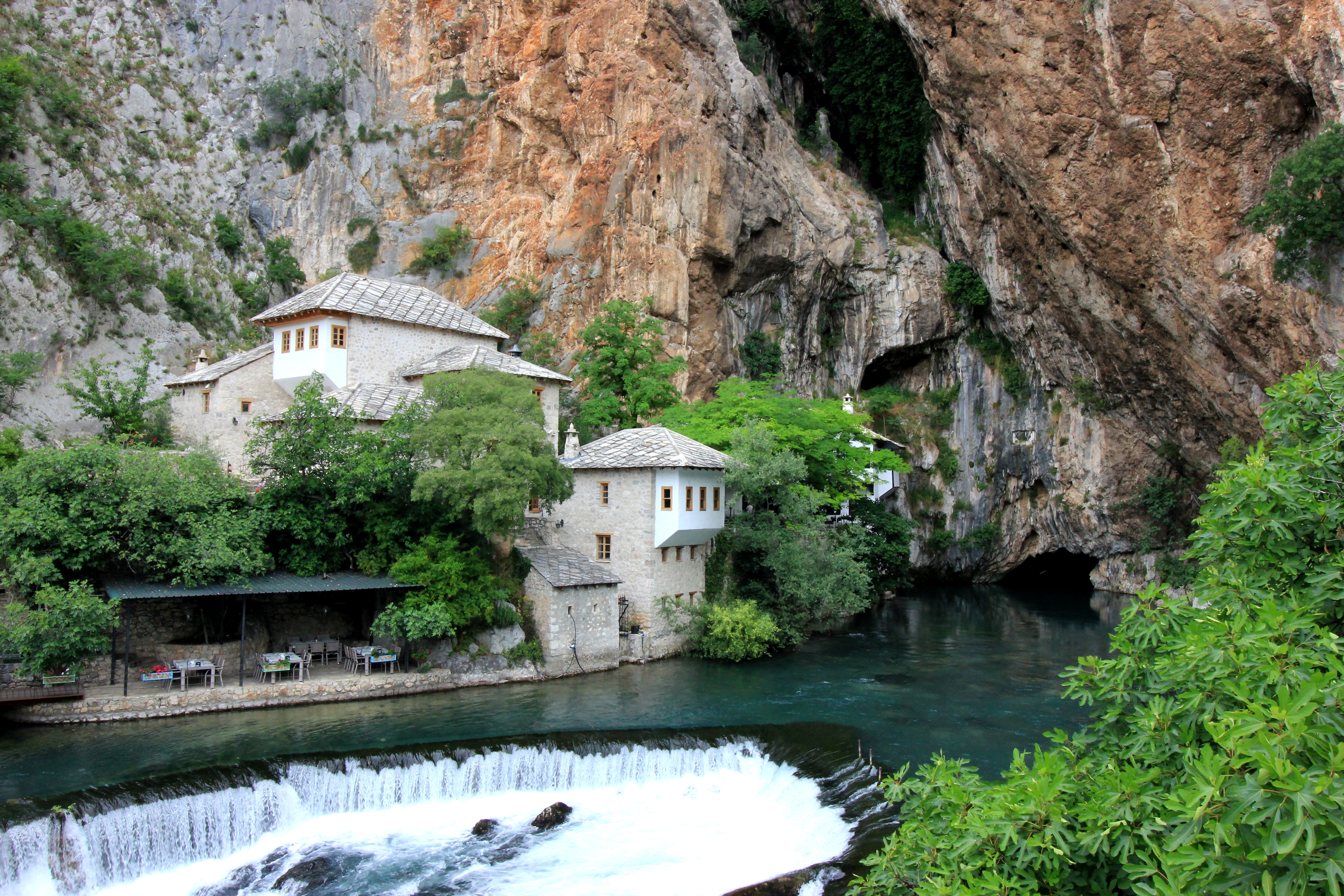
Vrelo Bune in Bosnien und Herzegowina
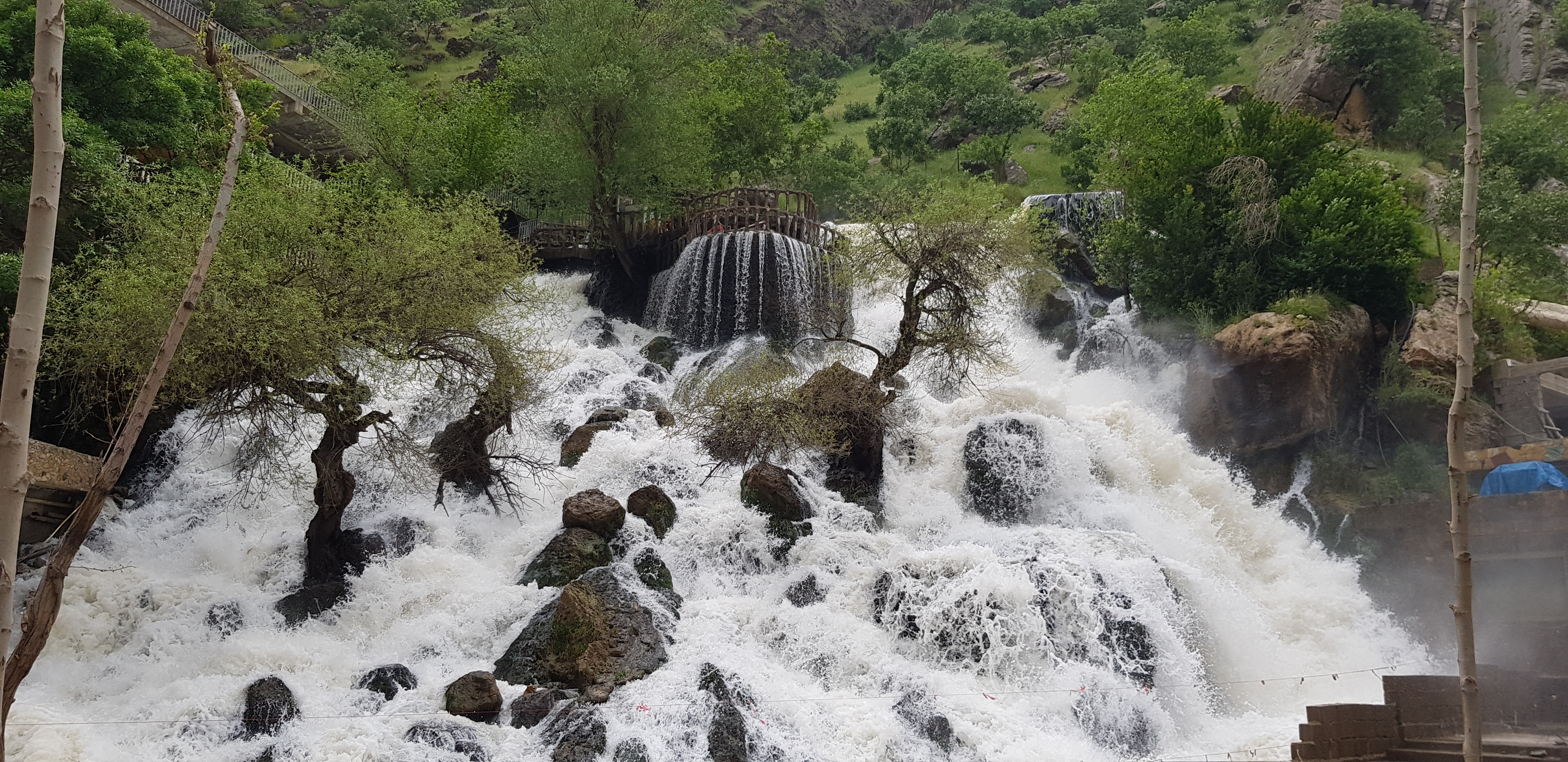
Karstquelle Bekhal bei Erbil im irakischen Kurdistan
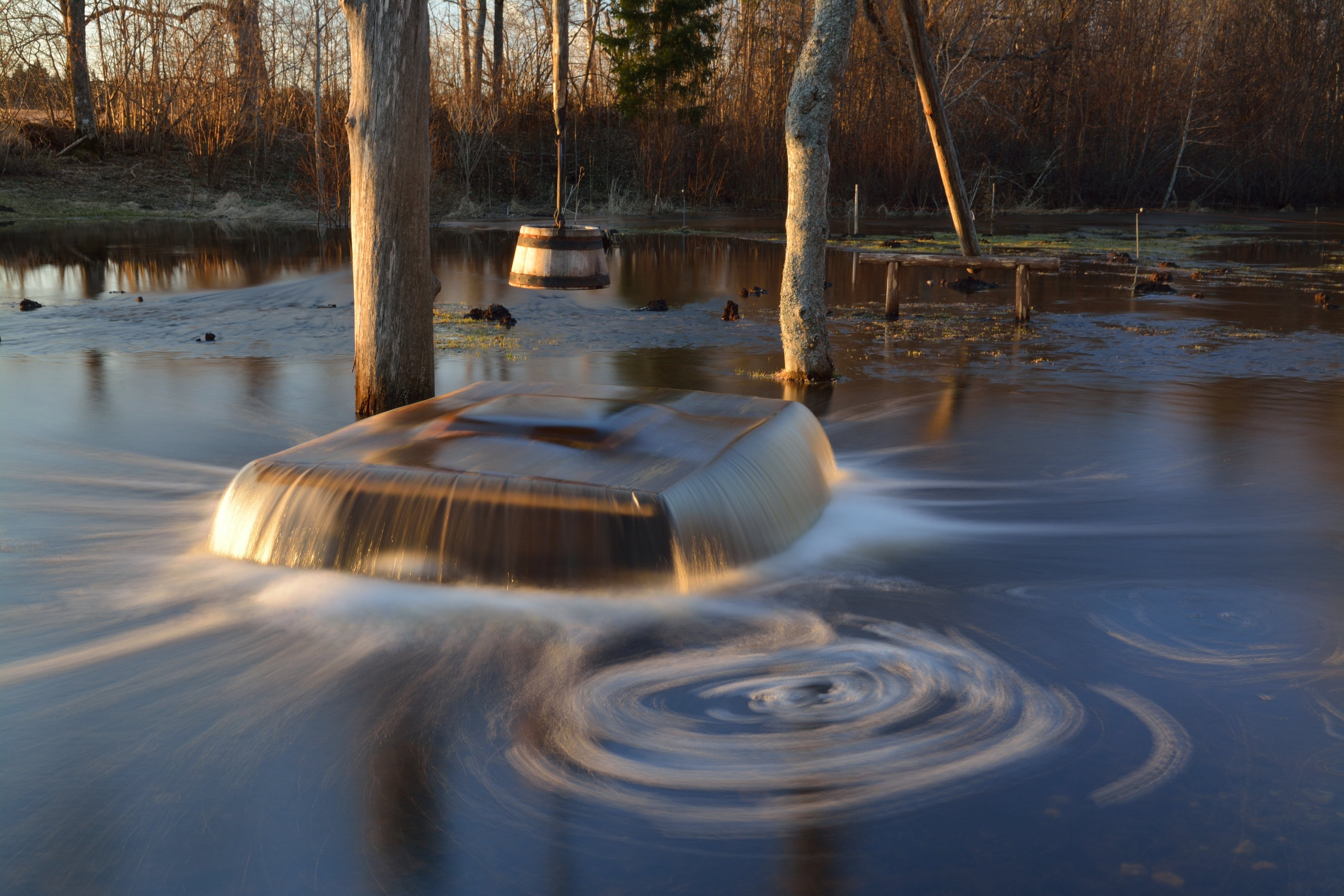
Hexenbrunnen von Tuhala (estnisch Tuhala nõiakaev) Tuhala, Estland
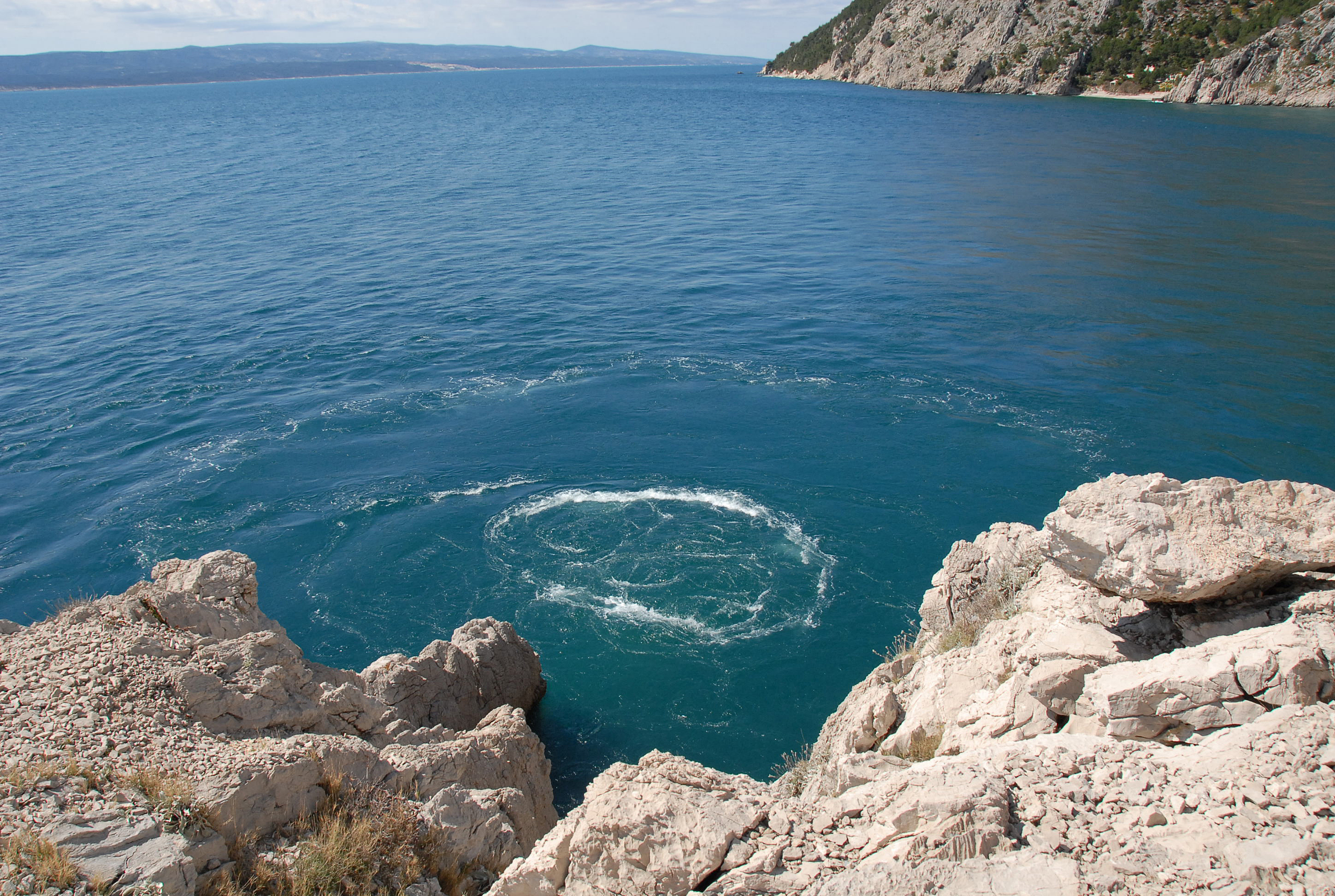
Eine submarine Karstquelle (vrulje) nahe Omiš ist an der sich kräuselnden Wasseroberfläche zu erkennen.
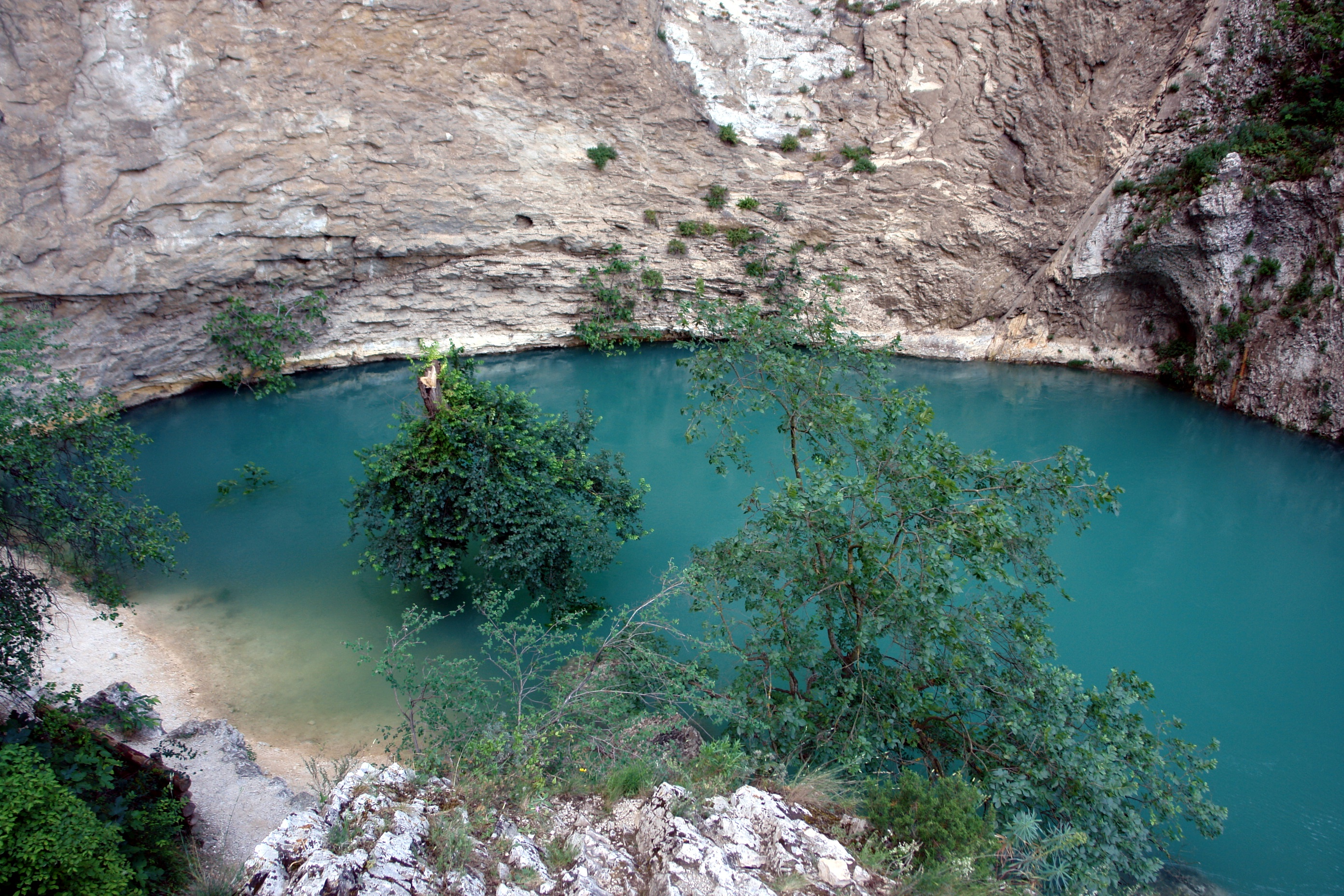
Karstquelle des Flusses Sorgue bei Fontaine-de-Vaucluse. Das Wasser tritt hier aus einer Tiefe von 315 Metern an die Oberfläche.

## Weiterführende Literatur
- Tobias Geyer: Process-based characterisation of flow and transport in karst aquifers at catchment scale. Dissertation an der Georg-August-Universität Göttingen, Göttingen 2008, online auf www.ediss.uni-goettingen.de (PDF, englisch)